# Maurinho (ur. 1978)
Maurinho, właśc. Mauro Sérgio Viriato Mendes (ur. 11 października 1978 w Fernandópolis) – brazylijski piłkarz, występujący na pozycji prawego obrońcy.

## Kariera klubowa
Maurinho rozpoczął piłkarską karierę w Ituano Itu w 1998 roku. W 1999 przeniósł się do São Bento, by po roku wrócić do Ituano. W kolejnymi klubami w jego karierze były Sertãozinho i Paulista Jundiai, z której przeszedł do Santos FC.
Z Santosem zdobył mistrzostwo Brazylii 2002. W latach 2003–2006 grał w Cruzeiro EC. Z Cruzeiro zdobył mistrzostwo Brazylii 2003, Puchar Brazylii 2003 oraz mistrzostwo stanu Minas Gerais – Campeonato Mineiro w 2003 i 2004 roku.
W 2006 roku przeszedł do São Paulo FC, w którym grał do 2008 roku. Z São Paulo FC zdobył mistrzostwo Brazylii 2006. W 2007 roku był wypożyczony do Goiás EC. W 2008 roku ponownie grał w Cruzeiro EC. Obecnie jest wolnym zawodnikiem.

## Kariera reprezentacyjna
Maurinho ma za sobą jeden występ w reprezentacji Brazylii, w której wystąpił 21 czerwca 2003 w towarzyskim meczu z reprezentacją USA podczas Pucharu Konfederacji 2003. Dwa dni później wystąpił w meczu z reprezentacją Turcją, który był jego ostatnim meczem w reprezentacji.